# Crostini
I crostini sono un antipasto italiano, a base di pane abbrustolito.

## Storia
Così come la bruschetta, i crostini sembrano risalire al Medioevo, quando i contadini italiani consumavano i loro pasti adagiandoli su fette di pane piuttosto che su piatti. I crostini vengono oggi consumati in tutta Italia, e sono talvolta divenuti delle specialità in qualche regione dell'Italia centrale.

## Descrizione
Si tratta di fette di pane abbrustolito e guarnito da altri ingredienti fra cui formaggio, carne, verdure, olio d'oliva, erbe aromatiche o salse. I crostini sono spesso serviti con il vino e durante gli aperitivi. 
Il termine si riferisce anche a piccoli dadi di pane fritti nell'olio che fungono da accompagnamento a zuppe, vellutate, o insalate.

## Varianti
I tipici crostini della Toscana misti vengono considerati un piatto quasi imprescindibile nella regione. Essi possono contenere, fra gli altri ingredienti, milza o fegatini (crostini neri), carne di beccaccia, fagioli e funghi.
In Umbria, vengono servite delle bruschette con salsa di tartufi neri di Norcia e acciughe, e, in altri casi, fegatini di pollo.
L'equivalente più grande del crostino viene definito crostone.